# اليزيديون في أرمينيا
اليزيديون في أرمينيا هم مجموعة فرعية من الإيزيديون استقرت في أرمينيا، حيث يشكلون أكبر أقلية عرقية ودينيََة في البلاد. ويتم الإعتراف بهم كمجموعة عرقية متميزة في أرمينيا. وهم مُدمجون بشكل جيد في المجتمع الأرمني، مع وجود لحرية الدين وعدم التدخل في تقاليدهم الثقافيّة.

## التاريخ

### أوائل القرن العشرين
وصل الكثير من اليزيديين إلى الإمبراطورية الروسية، إلى جزء ما هو الآن أراضي من أرمينيا وجورجيا، خلال القرن التاسع عشر وأوائل القرن العشرين هرباً من الاضطهاد الديني، حيث تعرضوا للاضطهاد من قبل الدولة العثمانية والأكراد السنَّة الذين حاولوا تحويلهم إلى الإسلام قسراً. وذُبح الإيزيديين إلى جانب الأرمن خلال الإبادة الجماعية للأرمن، مما تسبب في العديد منهم إلى الفرار إلى الأجزاء التي كان تسيطر عليها روسيا من أرمينيا. وتم افتتاح أول مدرسة إيزيدية في أرمينيا في عام 1920.

### حرب مرتفعات قرة باغ
اطلقت الحركة اليزيديّة التي اندلعت في أرمينيا عام 1988 إلى الجمعية اليزيدية الأرمنية الثالثة التي انعقدت في 30 سبتمبر من عام 1989 (وقعت الجمعيتان السابقتان في فجر تاريخ جمهورية أرمينيا الاشتراكية السوفيتية، في عام 1921 وعام 1923) للطعن في الحكومة من أجل الإعتراف الرسمي من هويتهم. نتيجة لذلك، تم تقديم اليزيديين كأقلية منفصلة في تعداد السكان لاتحاد الجمهوريات الاشتراكية السوفياتية من عام 1989. ووفقاً لهذا التعداد السكاني، كان العدد الإجمالي لليزيديين في أرمينيا 52,700 نسمة. وشارك أكثر من 500 إيزيديًا في حرب مرتفعات قرة باغ، وتطوع الكثير من اليزيديين خلال صراع مرتفعات قرة باغ للقتال في الجانب الأرمني.

## الوضع الحالي

### ديموغرافيا

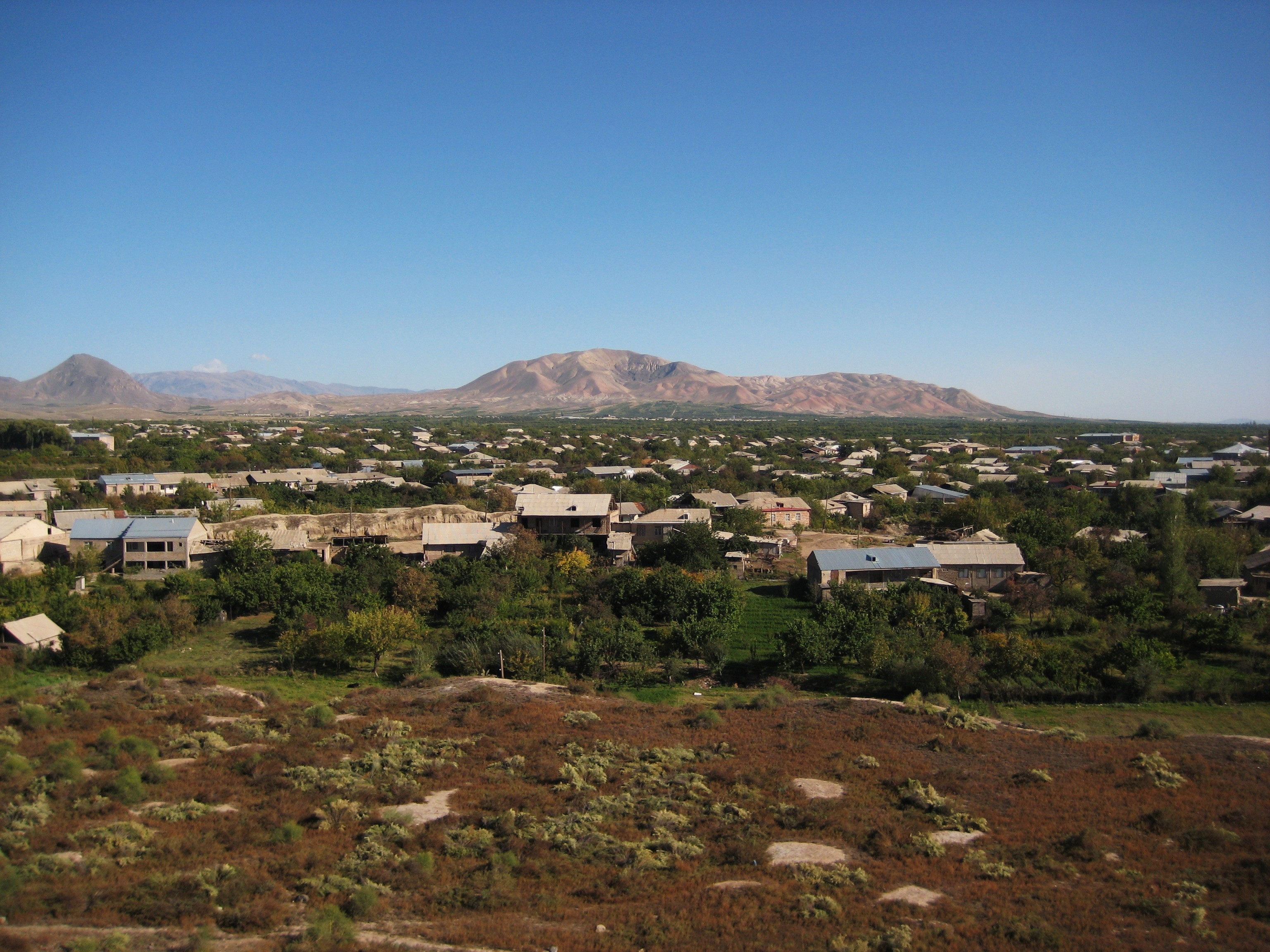
فيرين أرتاشات؛ أكبر قرية يزيدية في أرمينيا.

وفقاً لتعداد عام 2011، كان هناك 35,272 يزيدي في أرمينيا. وفي تعداد عام 2001، تم تسجيل 40,620 من اليزيديين في أرمينيا. وقدرت وسائل الإعلام عدد اليزيديين في أرمينيا بين 30,000 إلى 50,000. ومعظمهم من نسل اللاجئين إلى أرمينيا بعد الاضطهاد خلال الحكم العثماني، بما في ذلك خلال الإبادة الجماعية للأرمن، عندما وجد العديد من الأرمن ملجأ في قرى اليزيديين. وفقاً لتعداد السكان عام 2011 يعتنق حوالي 24,518 يزيدي اليزيدية ديناً، في حين يعتنق 4,169 يزيدي المسيحيَّة ديناً؛ ويتبع حوالي 3,597 شخص الكنيسة الرسولية الأرمنية. وبحسب تعداد السكان يعتنق 1,461 معتقدات دينيَّة أخرى. ويتم الإعتراف بهم كمجموعة عرقية متميزة في أرمينيا.

#### الهيكل العمري
لدى اليزيديون عدد صغير من السكان مقارنةً بالأرمن. ما يقرب من 54% منهم هم تحت سن الثلاثين، في حين أنّ 8% يبلغ من العمر ستين أو أكثر.
| المجموعة الإثنية           | مجمل   | 0 – 9 | 10 – 19 | 20 – 29 | 30 – 39 | 40 – 49 | 50 – 59 | 60+   |
| يزيديون                    | 35,308 | 5,984 | 6,236   | 6,795   | 5,193   | 4,645   | 3,624   | 2,831 |
| الحصة في الفئة العمرية (%) | 100.0  | 16.9  | 17.7    | 19.2    | 14.7    | 13.2    | 10.3    | 8.0   |

### الحقوق السياسية
يضمن قانون الانتخابات في أرمينيا مقعدًا واحدًا في الجمعية الوطنية للأقلية اليزيدية.

### النصب التذكارية والمواقع الدينية
في عام 2016 تم نصب النصب التذكاري لليزيديات في وسط مدينة يريفان في الحديقة عند تقاطع شارعي إساهاكيان ونالبانديان.
اعتباراً من عام 2016، تم إنشاء أكبر معبد يزيدي في العالم في قرية آکنالیج الصغيرة.

### التقييمات الخارجية لحقوق الأيزيديين
التقارير الأمريكية حول العلاقات بين الأيزيديين والحكومة الأرمنية كانت مختلطة. وفقًا لتقرير صادر عن وزارة الخارجية الأمريكية في 2004 حول حقوق الإنسان، تعرض اليزيديين لبعض المضايقات في أرمينيا. وظلت معدلات الحضور في المدارس بين الأطفال بين الأقليات اليزيدية أقل من المتوسط، ويرجع ذلك جزئياً إلى الأسباب الاقتصادية، ونقص المعلمين والكتب اليزيدية، والإبعاد المبكر للفتيات الأيزيديات المراهقات من المدارس بسبب الزواج. في عام 2006، دعم صندوق الأمم المتحدة للطفولة (اليونيسف) جهود الحكومة لنشر الكتب المدرسية للأقليات العرقية، وفي عام 2007 ظهرت كتب مدرسية جديدة باللغة اليزيديّة في بعض المدارس الإيزيديّة في جميع أنحاء البلاد.
وفقًا لتقرير صدر عن وزارة الخارجية الأمريكية في عام 2007 حول حقوق الإنسان «كما في الأعوام السابقة، لم يشتك الزعماء الإيزيديين من تعرض الشرطة والسلطات المحلية لمجتمعهم للتمييز».

## التوزيع الجغرافي
هناك 22 مستوطنة ريفية في جمهورية أرمينيا ذات أغلبية يزيدية. وأكبر قرية يزيدية في أرمينيا هي فيرين أرتاشات في محافظة أرارات مع حوالي 4,270 من السكان.

### محافظة آراغاتسوتن
هناك 19 قرية مأهولة باليزيديين في محافظة آراغاتسوتن.
| منطقة آشتاراك                                                                                      | منطقة طالين                                                            | منطقة آشتاراك |
| -------------------------------------------------------------------------------------------------- | ---------------------------------------------------------------------- | ------------- |
| - سادونتس - آفشين - تشارتشاكيس - ميراك - شينكاني - جامشلو - ريا تازا - كانياشير - سيبان - میجناتون | - ميتسادزور - أوتيفان - آريفوت - كانتش - تليك - هاكو - ددماسار - سوريك | - شاميرام     |

### محافظة آرماوير

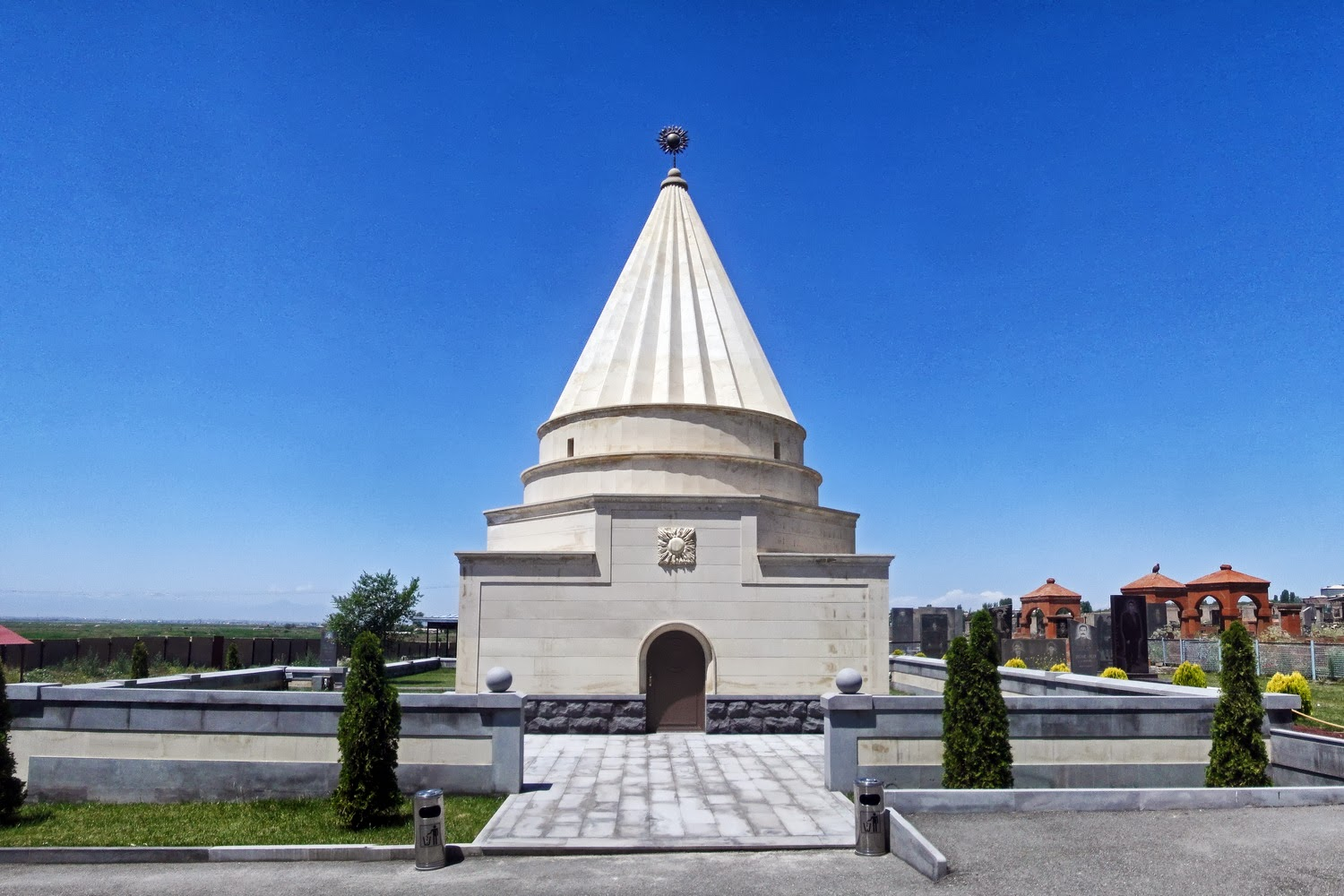
المعبد الإيزيدي في أكناليش.

هناك قريتان إيزيديتان في محافظة آرماوير وهي كل من یراسخاهون وفريك، وكلاهما في منطقة إمياتسين. وفي 29 سبتمبر من عام 2012، افتتح اليزيديون أول معبد خارج موطنهم الأم لالش، وهو معبد «زيارات» في قرية أكناليش في محافظة آرماوير. وفي أغسطس من عام 2015 تم إصدار تصميم معماري لمعبد جديد في أكناليش. وتم الإنتهاء من بناء المعبد في عام 2017.

### محافظة أرارات
قرية فيرين أرتاشات هي القرية الإيزيدية الوحيدة في محافظة أرارات.